# Rajd Jänner 2013
Rezultaty Rajdu Jänner (30. Internationale Jänner-Rallye), eliminacji Rajdowych Mistrzostw Europy w 2013 roku, który odbył się w dniach 3 stycznia - 5 stycznia. Była to pierwsza runda czempionatu w tamtym roku, odbywająca się na nawierzchni mieszanej, a także pierwsza w mistrzostwach Czech i pierwsza w mistrzostwach Austrii. Bazą rajdu było miasto Freistadt. Zwycięzcami rajdu została czeska załoga Jan Kopecký i Pavel Dresler jadący samochodem Škoda Fabia S2000. Wyprzedzili oni Francuzów Bryana Bouffiera i Oliviera Fourniera w Peugeocie 207 S2000 i austriacko-niemiecką załogę Raimunda Baumschlagera i Klausa Wichę w Škodzie Fabii S2000.
Rajdu nie ukończyło 38 załóg. Na 1. odcinku specjalnym odpadł węgierski kierowca Frigyes Turán w Subaru Imprezie STi R4, który miał wypadek. Na tym samym odcinku specjalnym wycofał się Niemiec Hermann Gassner, którego Mitsubishi Lancer Evo X nie przeszedł kontroli technicznej. Na 4. oesie odpadł Austriak Kris Rosenberger, który miał awarię elektroniki w Volkswagenie Polo S2000. Na 9. odcinku specjalnym wycofali się Czech Martin Semerád w Mitsubishi Lancerze Evo IX oraz Polak Michał Sołowow w Peugeocie 207 S2000, który miał awarię układu elektrycznego. Na 11. oesie wypadł Czech Antonín Tlusťák jadący Škodą Fabią S2000, który miał kłopoty zdrowotne. Na 18. oesie z dalszej jazdy zrezygnował inny Czech Jan Černý w Škodzie Fabii S2000, który miał awarię dyferencjału.

## Klasyfikacja ostateczna
| Miejsce                               | Zawodnik                   | Pilot                      | Samochód                    | Czas                       | Strata                     | Punkty                     |
| ERC (punktujący zawodnicy)            | ERC (punktujący zawodnicy) | ERC (punktujący zawodnicy) | ERC (punktujący zawodnicy)  | ERC (punktujący zawodnicy) | ERC (punktujący zawodnicy) | ERC (punktujący zawodnicy) |
| ------------------------------------- | -------------------------- | -------------------------- | --------------------------- | -------------------------- | -------------------------- | -------------------------- |
| 1.                                    | Jan Kopecký                | Pavel Dresler              | Škoda Fabia S2000           | 2:35:45.3                  |                            | 38                         |
| 2.                                    | Bryan Bouffier             | Olivier Fournier           | Peugeot 207 S2000           | 2:35:45.8                  | +0.5                       | 31                         |
| 3.                                    | Raimund Baumschlager       | Klaus Wicha                | Škoda Fabia S2000           | 2:37:03.4                  | +1:18.1                    | 23                         |
| 4.                                    | Václav Pech                | Petr Uhel                  | Mini Cooper S2000           | 2:38:32.3                  | +2:47.0                    | 20                         |
| 5.                                    | Beppo Harrach              | Leopold Welsersheimb       | Mitsubishi Lancer Evo IX R4 | 2:39:17.1                  | +3:31.8                    | 16                         |
| 6.                                    | Kajetan Kajetanowicz       | Jarosław Baran             | Subaru Impreza STi R4       | 2:39:18.2                  | +3:32.9                    | 12                         |
| 7.                                    | François Delecour          | Dominique Savignoni        | Peugeot 207 S2000           | 2:41:06.5                  | +5:21.2                    | 9                          |
| 8.                                    | Jaroslav Orsák             | David Šmeidler             | Mitsubishi Lancer Evo IX    | 2:42:19.0                  | +6:33.7                    | 4                          |
| 9.                                    | Jaromír Tarabus            | Daniel Trunkát             | Škoda Fabia S2000           | 2:43:41.3                  | +7:56.0                    | 3                          |
| 10.                                   | Pavel Valoušek             | Lukáš Kostka               | Peugeot 207 S2000           | 2:43:57.1                  | +8:11.8                    | 2                          |
| Mistrzostwa Czech (pierwsza trójka)   |                            |                            |                             |                            |                            |                            |
| 1. (1.)                               | Jan Kopecký                | Pavel Dresler              | Škoda Fabia S2000           | 2:35:45.3                  |                            | 80                         |
| 2. (4.)                               | Václav Pech                | Petr Uhel                  | Mini Cooper S2000           | 2:38:32.3                  | +2:47.0                    | 60                         |
| 3. (17.)                              | Jaroslav Orsák             | David Šmeidler             | Mitsubishi Lancer Evo IX    | 2:42:19.0                  | +6:33.7                    | 46                         |
| Mistrzostwa Austrii (pierwsza trójka) |                            |                            |                             |                            |                            |                            |
| 1. (1.)                               | Jan Kopecký                | Pavel Dresler              | Škoda Fabia S2000           | 2:35:45.3                  |                            |                            |
| 2. (3.)                               | Raimund Baumschlager       | Klaus Wicha                | Škoda Fabia S2000           | 2:37:03.4                  | +1:18.1                    |                            |
| 3. (4.)                               | Václav Pech                | Petr Uhel                  | Mini Cooper S2000           | 2:38:32.3                  | +2:47.0                    |                            |

## Zwycięzcy odcinków specjalnych
| Dzień     | Odcinek | G. rozp. | Nazwa                           | Długość | Zwycięzca            | Czas    | Lider rajdu          |
| --------- | ------- | -------- | ------------------------------- | ------- | -------------------- | ------- | -------------------- |
| 1 (4 STY) | SS1     | 08:21    | Pierbach 1                      | 18.91km | Jan Kopecký          | 13:08.7 | Jan Kopecký          |
| 1 (4 STY) | SS2     | 09:24    | Liebenau 1                      | 10.22km | Raimund Baumschlager | 7:14.6  | Jan Kopecký          |
| 1 (4 STY) | SS3     | 10:10    | St. Oswald 1                    | 8.68km  | Simon Wagner         | 5:50.4  | Jan Kopecký          |
| 1 (4 STY) | SS4     | 12:06    | Pierbach 2                      | 18.99km | Bryan Bouffier       | 13:18.5 | Jan Kopecký          |
| 1 (4 STY) | SS5     | 13:09    | Liebenau 2                      | 10.22km | Raimund Baumschlager | 6:25.6  | Raimund Baumschlager |
| 1 (4 STY) | SS6     | 12:12    | St. Oswald 2                    | 8.68km  | Bryan Bouffier       | 4:57.8  | Jan Kopecký          |
| 1 (4 STY) | SS7     | 15:52    | Pregarten 1                     | 8.80km  | Jan Kopecký          | 4:33.5  | Jan Kopecký          |
| 1 (4 STY) | SS8     | 16:35    | Schönau - St. Leonhard 1        | 22.95km | Bryan Bouffier       | 14:21.3 | Jan Kopecký          |
| 1 (4 STY) | SS9     | 18:47    | Pregarten 2                     | 8.80km  | Václav Pech          | 4:52.0  | Jan Kopecký          |
| 1 (4 STY) | SS10    | 19:30    | Schönau - St. Leonhard 2        | 22.90km | Jan Kopecký          | 14:09.4 | Jan Kopecký          |
| 2 (4 STY) | SS11    | 07:38    | Gutau 1                         | 8.27km  | Jan Kopecký          | 4:38.5  | Jan Kopecký          |
| 2 (4 STY) | SS12    | 08:35    | Unterweißenbach 1               | 13.53km | Bryan Bouffier       | 8:16.2  | Jan Kopecký          |
| 2 (4 STY) | SS13    | 09:10    | Arena Königswiesen 1            | 7.77km  | Raimund Baumschlager | 5:09.8  | Jan Kopecký          |
| 2 (4 STY) | SS14    | 11:23    | Gutau 2                         | 8.27km  | Jan Kopecký          | 4:42.5  | Jan Kopecký          |
| 2 (4 STY) | SS15    | 12:20    | Unterweißenbach 2               | 13.53km | Beppo Harrach        | 8:40.2  | Bryan Bouffier       |
| 2 (4 STY) | SS16    | 12:55    | Arena Königswiesen 2            | 7.79km  | Kajetan Kajetanowicz | 5:23.3  | Bryan Bouffier       |
| 2 (4 STY) | SS17    | 13:49    | Bad Zell - Tragwein - Aisttal 1 | 25.00km | Jan Kopecký          | 13:27.2 | Bryan Bouffier       |
| 2 (4 STY) | SS18    | 16:07    | Bad Zell - Tragwein - Aisttal 2 | 25.00km | Jan Kopecký          | 13:42.0 | Jan Kopecký          |